# Europese auto's in de jaren 60
Dit artikel geeft een overzicht van alle Europese personenwagens geproduceerd in de jaren 60. De auto's staan gegroepeerd per jaar van 1960 tot en met 1969. Daaronder staan ze per land en dan per producent/concern ingedeeld. Merken die eigendom zijn van een automobielconcern zijn onder de naam van het concern geplaatst onder het thuisland van het concern. Hoewel die concerns niet noodzakelijk Europees zijn, worden uitsluitend de Europese merken van het concern vermeld, en elk model onder het jaar waarin het op de markt verscheen. 

## 1960

### Duitsland
| Porsche: | Porsche 356 carrera abarth | Porsche 718 rs 60 |

### Frankrijk
| Citroën: | Citroën DS Cabriolet |
| Peugeot: | Peugeot 404          |

### Groot-Brittannië
| Bristol Cars: | Bristol 406 GT Zagato    |                |
| Triumph:      | Triumph Herald cabriolet |                |
| Lotus:        | Lotus Seven S2           | Lotus Elite S2 |
| TVR:          | TVR Grantura MK II       |                |

### Italië
| Alfa Romeo: | Alfa Romeo Giulietta sz |                  |
| Ferrari:    | Ferrari 250             |                  |
| Fiat:       | Seat 1400 C             |                  |
| Lancia:     | Lancia Flavia           |                  |
| Maserati:   | Maserati Tipo 63        | Maserati 3500 GT |

### Verenigde Staten
| Ford Motor Company: | Ford Duitsland Taunus 17 M |
| General Motors:     | Opel Rekord P II           |

### Zweden
| Saab: | Saab 93 F/B |

## 1961

### Duitsland
| Daimler-Benz:  | Mercedes-Benz W 110 | Mercedes-Benz W 111/W 112 SE |
| NSU:           | Prinz 4             |                              |
| Porsche:       | Porsche 804         |                              |
| Sachsenring:   | Trabant P50         |                              |
| Volkswagen AG: | Volkswagen 1500     |                              |

### Frankrijk
| Citroën: | Citroën Ami 6 |                  |
| Renault: | Renault 4     |                  |
| Simca:   | Simca Ariane  | Simca 1000 coupe |

### Groot-Brittannië
| AC:                        | AC Cobra MK I/MK II        |                          |                    |                       |
| Bristol Cars:              | Bristol 407                |                          |                    |                       |
| British Leyland:           | Triumph Vitesse            | Triumph TR 4/TR 4 A      | Triumph Dove GTR 4 |                       |
| British Motor Corporation: | Wolseley Hornet            | Wolseley 6/110           | Wolseley 16/60     | Austin A 60 Cambridge |
| Austin A 40 MK II          | Austin-Healey Sprite MK II | Austin-Healey 3000 Mk II | MG Midget          | MG Magnette MK IV     |
| Daimler:                   | Daimler Limousine          | Daimler Majestic Major   | Daimler Berline    |                       |
| Jaguar:                    | Jaguar Type E              | Jaguar MK X              |                    |                       |
| Land Rover:                | Land Rover Serie II A 109  | Land Rover Serie II A 88 |                    |                       |

### Italië
| Ferrari:         | Ferrari 156 F1        |                          |                |            |
| Fiat:            | Fiat 2300 coupe       | Fiat 500 break           | Fiat Cabriolet | Fiat Break |
| Fiat Grand Break | Fiat Berline Speciale | Fiat Coupe               | Fiat 1300/1500 |            |
| Maserati:        | Maserati 5000 GT      | Maserati 3500 Spider/GTS |                |            |

### Nederland
| DAF: | DAF Daffodil 30 |

### Tsjechië
| Škoda: | Škoda Octavia station wagon | Škoda 1202 break |
| Tatra: | Tatra T603                  |                  |

### Verenigde Staten
| Ford Motor Company: | Ford Groot-Brittannië Consul | Ford Groot-Brittannië Cortina | Ford Groot-Brittannië Anglia Estate |

### Zweden
| Saab:  | Saab 96           |                   |
| Volvo: | Volvo P 210 Duett | Volvo P 1800/1800 |

## 1962

### Duitsland
| BMW:         | BMW 1500    |
| Sachsenring: | Trabant 600 |

### Frankrijk
| Peugeot: | Peugeot 404 familiale/coupe |
| Renault: | Renault 8                   |
| Simca:   | Simca 1000                  |

### Groot-Brittannië
| British Leyland:           | Triumph Spitfire MK I    |                   |         |
| Rover:                     | Rover P5 coupe           | Rover P4 MK IV    |         |
| British Motor Corporation: | Austin Mini              | MG MGB MK I       | MG 1100 |
| Morris Traveller           | Morris 1100/1300         | Morris Mini       |         |
| Lotus:                     | Lotus Elan S1            |                   |         |
| Rolls-Royce:               | Rolls-Royce Silver Cloud | Bentley S3 Series |         |
| Rover:                     | Rover P5 coupe           | Rover P4 MK IV    |         |
| TVR:                       | TVR Grantura III         |                   |         |

### Italië
| Alfa Romeo: | Alfa Romeo Giulia super | Alfa Romeo 2600 |
| Ferrari:    | Ferrari 250             |                 |
| Maserati:   | Maserati 151            |                 |

### Verenigde Staten
| Ford Motor Company: | Ford Duitsland Zephyr 12 M | Ford Duitsland Taunus 12 M | Ford Groot-Brittannië Zephyr | Ford Groot-Brittannië Zodiac | Ford Groot-Brittannië Consul Cortina |
| General Motors:     | Opel Kadett A              |                            |                              |                              |                                      |

## 1963

### Duitsland
| Auto-Union: | DKW F 11/F 12 |               |
| BMW:        | BMW 1800      |               |
| Porsche:    | Porsche 911   | Porsche 356 c |

### Frankrijk
| Citroën: | Citroën Ak 350  | Citroën 2 cv |
| Simca:   | Simca 1300-1500 |              |

### Groot-Brittannië
| Bristol Cars:              | Bristol 408            |                           |
| British Leyland:           | Triumph 2000/2500 MK I |                           |
| Rover:                     | Rover P6               |                           |
| British Motor Corporation: | Austin 1100/1300       | Austin-Healey 3000 Mk III |
| Jaguar:                    | Jaguar Type S          |                           |
| Lotus:                     | Lotus 25               |                           |
| Rover:                     | Rover P6               |                           |
| TVR:                       | TVR Griffith 200       |                           |

### Italië
| Alfa Romeo:  | Alfa Romeo Giulia tz |                  |
| Ferrari:     | Ferrari 330          | Ferrari 250 LM   |
| Fiat:        | Seat 1500            |                  |
| Lamborghini: | Lamborghini 350      |                  |
| Lancia:      | Lancia Fulvia        |                  |
| Maserati:    | Maserati Quatroporte | Maserati Mistral |

### Nederland
| DAF: | DAF Daffodil 31 |

### Verenigde Staten
| Ford Motor Company: | Ford Duitsland Corsair | Ford Groot-Brittannië Corsair |
| General Motors:     | Opel Rekord A          | Opel Caravan 1000             |

## 1964

### Duitsland
| BMW:           | BMW 1600                          | BMW 1800ti                    | BMW 1800Ti/SA |
| Daimler-Benz:  | Mercedes-Benz W 110 station wagon | Mercedes-Benz W 113 SL Pagode |               |
| NSU:           | NSU Wankel Spider                 | NSU Prinz 1000                |               |
| Porsche:       | Porsche 904                       |                               |               |
| Sachsenring:   | Trabant 601                       |                               |               |
| Volkswagen AG: | DKW F 12 Roadster                 | DKW F 102                     |               |

### Groot-Brittannië
| British Motor Corporation: | Austin 1800      | Austin-Healey Sprite MK III | MG Midget MK II | MG MGC | Morris Mini Moke |
| Lotus:                     | Lotus Elan S2    |                             |                 |        |                  |
| TVR:                       | TVR Griffith 400 | TVR Grantura 1800 S         |                 |        |                  |

### Italië
| Ferrari: | Ferrari 158 F1 | Ferrari 275 | Ferrari 500 superfast |
| Fiat:    | Fiat 1300/1500 | Fiat 850    | Seat 800              |

### Tsjechië
| Škoda: | Škoda 1000 MB |

### Verenigde Staten
| Ford Motor Company: | Ford Duitsland Taunus 20 M    | Ford Duitsland Taunus 17 M | Ford Italië Anglia Torino |
| General Motors:     | Opel Käpitan/Admiral/Diplomat |                            |                           |

## 1965

### Duitsland
| BMW:           | BMW 2000C                                | BMW 2000CS                 |                                 |
| Daimler-Benz:  | Mercedes-Benz W 100.615 600 Landaulet    | Mercedes-Benz W108/W 109 S | Mercedes-Benz W 100 600 Pullman |
| NSU:           | NSU 1000 TT                              | NSU 110/1200               |                                 |
| Porsche:       | Porsche 912                              |                            |                                 |
| Volkswagen AG: | Audi 60 / D-B Heron / 75 / 80 / Super 90 | Volkswagen 1600 TL         |                                 |

### Frankrijk
| Citroën: | Citroën Ami 6 break |            |
| Peugeot: | Peugeot 204         |            |
| Renault: | Renault 10          | Renault 16 |

### Groot-Brittannië
| AC:                        | AC Cobra MK III           |                        |
| Bristol Cars:              | Bristol 409               |                        |
| British Leyland:           | Triumph 1300              | Triumph Spitfire MK II |
| British Motor Corporation: | Wolseley 1100/1300        |                        |
| Lotus:                     | Lotus 33                  | Lotus Elan S3          |
| Rolls-Royce:               | Rolls-Royce Silver Shadow | Bentley S3 Series      |

### Italië
| Alfa Romeo: | Alfa Romeo Giulia tz 2 |             |            |
| Ferrari:    | Ferrari 512 F1         | Ferrari P 2 | Ferrari P5 |
| Maserati:   | Maserati Mexico        |             |            |

### Nederland
| DAF: | DAF Daffodil 32 |

### Verenigde Staten
| General Motors: | Opel Kadett B | Opel Diplomat coupé | Opel Rekord B |

## 1966

### Duitsland
| BMW:           | BMW 2000                          | BMW 2000ti | BMW 2000tilux | BMW 1600-2/1602 |
| Daimler-Benz:  | Mercedes-Benz W 112 station wagon |            |               |                 |
| Porsche:       | Porsche 906                       |            |               |                 |
| Volkswagen AG: | Audi Variant                      |            |               |                 |

### Frankrijk
| Peugeot: | Peugeot 204 cabriolet/coupe |                      |
| Simca:   | Simca CG                    | Simca 1200 S Bertone |

### Groot-Brittannië
| British Leyland:           | Triumph GT 6               |                  |                  |
| British Motor Corporation: | Austin-Healey Sprite MK IV | MG Midget MK III | Morris 1800/2200 |
| Jaguar:                    | Jaguar 420                 |                  |                  |
| Lotus:                     | Lotus Europa S1            |                  |                  |
| TVR:                       | TVR Grantura IV            |                  |                  |

### Italië
| Alfa Romeo:  | Alfa Romeo Gt junior        | Alfa Romeo Duetto              |                 |                     |                |
| Ferrari:     | Ferrari 365 california      | Ferrari 275 gtb/4 berlinetta   | Ferrari 330     | Ferrari Dino 206 gt | Ferrari 312 F1 |
| Fiat:        | Fiat 124                    | Fiat 1100 R                    | Fiat Dino coupe | Seat 850            |                |
| Lamborghini: | Lamborghini Flying star     | Lamborghini Miura-140 S-150 SV | Lamborghini 400 |                     |                |
| Maserati:    | Maserati Ghibli (1967-1973) |                                |                 |                     |                |

### Verenigde Staten
| Ford Motor Company:                    | Ford Duitsland 12 M/15 M      | Ford Duitsland Cortina       | Ford Duitsland Zephyr/Zodiac Mk 4 |
| Ford Groot-Brittannië Zodiac/Executive | Ford Groot-Brittannië Cortina | Ford Groot-Brittannië Zephyr |                                   |
| General Motors:                        | Opel Rekord C                 | Opel Kadett B Caravan        |                                   |

### Zweden
| Saab: | Saab Sonett II |

## 1967

### Duitsland
| BMW:           | BMW 1600 Cabriolet          | BMW 1600ti                  |           |
| Daimler-Benz:  | Mercedes-Benz W 114 coupe   | Mercedes-Benz W 114/W 115 E |           |
| NSU:           | NSU TT                      | NSU TTS                     | NSU Ro 80 |
| Porsche:       | Porsche 910                 |                             |           |
| Volkswagen AG: | Volkswagen 1302-1303 Beetle |                             |           |

### Frankrijk
| Citroën: | Citroën Dyane     |
| Peugeot: | Peugeot 204 break |
| Simca:   | Simca 1100        |

### Groot-Brittannië
| Bristol Cars:              | Bristol 410             |                     |              |           |
| British Leyland:           | Triumph Spitfire MK III | Triumph TR 5/TR 250 | Rover P5B    | Rover P5B |
| British Motor Corporation: | Wolseley 18/85-2200     | Austin 3 Litre      | MG MGB MK II |           |
| Daimler:                   | Daimler DS 420          |                     |              |           |
| Jaguar:                    | Jaguar 240/340          |                     |              |           |
| Lotus:                     | Lotus Elan plus2        |                     |              |           |
| TVR:                       | TVR Tuscan V8           | TVR Vixen S1        |              |           |

### Italië
| Alfa Romeo: | Alfa Romeo 1750 gt am | Alfa Romeo Gta                  | Alfa Romeo Gtv |
| Ferrari:    | Ferrari 365 gt 2+2    | Ferrari 275 gtb/4-s nart spider | Ferrari 166 F2 |
| Fiat:       | Fiat 125              | Fiat 500 Gamine                 |                |
| Lancia:     | Lancia Flavia         |                                 |                |

### Nederland
| DAF: | DAF 44/55 | DAF 33 |

### Verenigde Staten
| Ford Motor Company: | Ford Europa 20 M | Ford Europa 17 M    |                |                        |
| General Motors:     | Opel Olympia     | Opel Rekord C Coupé | Opel Commodore | Opel Kadett C fastback |

### Zweden
| Saab:  | Saab 99   |
| Volvo: | Volvo 140 |

### Zwitserland
| Monteverdi: | Monteverdi 375 S Frua |

## 1968

### Duitsland
| BMW:           | BMW 1800 | BMW 2002       | BMW 2002ti |
| Volkswagen AG: | Audi 100 | Volkswagen 411 |            |

### Frankrijk
| Citroën: | Citroën Méhari  | Maserati Indy |
| Peugeot: | Peugeot 504     |               |
| Renault: | Renault 6       |               |
| Simca:   | Simca 1301-1501 |               |

### Groot-Brittannië
| British Leyland:           | Triumph GT6                  | Rover 2000 TC/3500/3500 S | Rover 2000 TC/3500/3500 S |
| British Motor Corporation: | Austin Mini                  |                           |                           |
| Daimler:                   | Daimler Sovereign Double Six |                           |                           |
| Jaguar:                    | Jaguar Type E                | Jaguar Xj 13              | Jaguar Xj                 |
| Lotus:                     | Lotus Seven S3               | Lotus Elan S4             |                           |
| Rolls-Royce:               | Rolls-Royce Phantom          |                           |                           |
| TVR:                       | TVR Vixen S2                 |                           |                           |

### Italië
| Alfa Romeo:  | Alfa Romeo 33 race    | Alfa Romeo Junior Z |
| Ferrari:     | Ferrari 365           |                     |
| Fiat:        | Fiat 850 spyder MK II |                     |
| Lamborghini: | Lamborghini Islero    | Lamborghini Espada  |

### Verenigde Staten
| Ford Motor Company: | Ford Europa Escort Turnier | Ford Europa 17 M/20 M/26 M | Ford Europa Escort |
| General Motors:     | Opel GT                    |                            |                    |

### Zweden
| Volvo: | Volvo 145 |

### Zwitserland
| Monteverdi: | Monteverdi 2000 GTI |

## 1969

### Duitsland
| BMW:           | BMW 2000tii                |                |                |
| Daimler-Benz:  | Mercedes-Benz C 111 record |                |                |
| Porsche:       | Porsche 908                | Porsche 914    | Porsche 917 pa |
| Volkswagen AG: | Audi coupe 100 S           | Volkswagen 181 |                |

### Frankrijk
| Citroën: | Citroën Ami 8               |             |
| Peugeot: | Peugeot 504 cabriolet/coupe | Peugeot 304 |
| Renault: | Renault Rodeo               | Renault 12  |
| Simca:   | Simca 1301 break            |             |

### Groot-Brittannië
| British Leyland:           | Triumph TR 6    | Rover 3,5 litre           | Rover 3,5 litre           |        |
| British Motor Corporation: | Austin Maxi     | Austin Mini Clubman Break | Austin-Healey Sprite MK V | MG MGB |
| Lotus:                     | Lotus Europa S2 |                           |                           |        |
| TVR:                       | TVR Tuscan V6   |                           |                           |        |

### Italië
| Alfa Romeo: | Alfa Romeo Giulia | Alfa Romeo Spider    |             |                            |
| Fiat:       | Fiat 128          | Fiat 850 coupe MK II | Fiat 130    | Seat 1430                  |
| Seat 124    | Ferrari 365       | Ferrari Dino 246 gt  | Lancia 2000 | Lancia Fulvia Sport Zagato |

### Sovjet-Unie
| Lada: | Lada 1200-1300 |

### Tsjechië
| Škoda: | Škoda 110 R Coupé | Škoda 110 L |

### Verenigde Staten
| Ford Motor Company: | Ford Europa Capri          |                |             |
| General Motors:     | Opel Admiral               | Opel Commodore | Opel Rekord |
| Opel Ascona         | Opel Diplomat B Coupé Frua | Opel Manta     |             |

### Zweden
| Volvo: | Volvo 164 |

### Zwitserland
| Monteverdi: | Monteverdi 375 S Fissore/L/C |